# Ernestina Schumann-Heink
Ernestina Schumann-Heink (Libeň, avui un barri de Praga, República Txeca, 15 de juny, 1861 - Hollywood, Califòrnia, EUA, 17 de novembre, 1936) fou una soprano txeca.
Era filla d'un militar, el major Rössler, de l'exèrcit austríac, s'educà en un convent de la seva ciutat natal i feu els seus primers estudis de cant a Graz, sota la direcció de Marietta Leclair. Als quinze anys cantà la part de tiple de la Novena Simfonia de Beethoven, amb ocasió de la inauguració de l'associació de cant de l'Acadèmia de Graz.
Des del rol d'Azucena de Il Trovatore, assolint un brillant èxit. Va romandre a Dresden fins a 1883 i allà completà la seva educació musical sota la direcció de la professora Krebs-Michalesi. En aquest últim fou admesa en l'Òpera d'Hamburg, on arribà al cim de la seva glòria. L'èxit que va aconseguir després, el 1888, en una tournée en el teatre Kroll, de Berlín, fou un complet que l'encoratjà a emprendre'n altres a París, Londres i Amèrica, i en efecte així ho va fer, conquerint-se fama internacional.
Divorciada de Heink (el seu primer marit), el 1893 va contraure matrimoni amb l'actor dramàtic Paul Schumann, que morí l'any 1904. Durant els anys que va viure amb Schumann, Ernestina arribà a l'apogeu del seu desenvolupament artístic. Des de 1896 cantà amb regularitat a Bayreuth, desenvolupant els rols d'Erda i Waltruda, i des de 1898 en el teatre Covent Garden de Londres, on representà principalment rols wagnerians.
Des de 1899 fins al 1904 va pertànyer a l'Òpera imperial, de Berlín, però residí i treballà a Amèrica, on el 1898 havia debuta amb el rol d'Ortruda, a Chicago. El 1905 abandonà la gran òpera i viatjà pels Estats Units formant part de la companyia d'òpera còmica Loves Lottery, de Julián Edwards. El 23 de febrer de 1907 mentre cantava la seva part solista de Götterdämmerung, va tenir un incident amb el primer flautista de lorquestra de Filadèlfia August Hilmar Rodemann, del qual Ernestina sortí plorant de l'escenari, i que li costà la feina al dit flautista. Mai s'aclarí el perquè d'aquest afer, però aquest tingué una gran ressonància a la premsa d'aquell temps.
A partir d'aquesta època va aparèixer ja molt rares vegades en l'òpera, a pesar del qual, el 1909, creà el personatge de Clitemnestra en l'òpera Elektra, de Strauss